# Kennemerplein (Haarlem)
Het Kennemerplein is een plein in de Stationsbuurt in het centrum van Haarlem, direct achter het stationsgebouw aan de noordzijde van station Haarlem.

## Geschiedenis
Het plein is in 1677 ontstaan als het Plein bij de Kennemer- of Nieuwpoort. Ook komen de namen Boeren Varkenmarkt en Varkenmarkt voor. De Varkenmarkt is later verplaatst naar een locatie langs het Spaarne, ter hoogte van de Hooimarkt en de Friese Varkenmarkt. Ter hoogte van de Kennemerbrug stond van 1677 tot omstreeks 1860 de Nieuwpoort, de stadspoort die ook wel Kennemerpoort werd genoemd. Ten westen van het plein lag op het Staten Bolwerk het Noorderkerkhof. Tussen 1770 en 1960 lag er een Joodse begraafplaats ten oosten van het plein op het Prinsen Bolwerk.
Aan de noordzijde verbindt de Kennemerbrug het plein met het Frans Halsplein in Haarlem-Noord. Hier ligt het park De Bolwerken, dat in de 19e eeuw door Jan David Zocher is aangelegd op dit deel van de voormalige vestingwerken van Haarlem.
In 1842 kreeg het plein een nieuwe functie doordat het station Haarlem hier kwam te staan, al bevindt de hoofdingang zich aan de zuidzijde, op het Stationsplein. Vanaf 1896 was het Kennemerplein ook het beginpunt van de stoomtramlijn Haarlem - Alkmaar. Die verdween in 1913 van het plein om plaats te maken voor de Haarlemse stadstram naar het Soendaplein in Schoten, die tot 1948 over het Kennemerplein reed.
Het Haarlemse station werd in 1906-1908 vervangen door een nieuw gebouw van architect D.A.N. Margadant. Dit gaf het plein een ander aanzien, mede doordat de spoorlijn werd omhooggebracht, met twee viaducten die vanaf het Kennemerplein de binnenstad inlopen: aan de westzijde de Kruisweg, die het plein door de Rode Loper verbindt met de Grote Markt, en aan de oostzijde de Jansweg.
In 1929 werd voor het eerst een noordelijke in- en uitgang aan het plein gerealiseerd. En toen het station Haarlem in 1953 werd uitgebreid met een derde perron (spoor 8), veranderde de aanblik van het Kennemerplein opnieuw door de moderne glazen gevelwand op de spoordijk. De noordelijke in- en uitgang van het stationsgebouw werd voorzien met loketten en voorzieningen voor reizigerscontrole. Een toegangsgebouwtje, dat er al stond sinds 1908, was nooit gebruikt.
Het plein was van de late jaren veertig tot de vroege jaren zeventig in gebruik als busstation met wachtruimte en restauratie voor de streekbussen van de vervoerbedrijven Maarse & Kroon en NACO. Een ander deel werd gebruikt als opstelruimte voor NZH-bussen (die hun busstation hadden op het Stationsplein aan de zuidzijde van het station) en werd later parkeerplaats voor auto's. Omstreeks 1996 werd een deel van het plein bebouwd met kantoren, waarbij tevens de oostelijke passage onder het station werd uitgebreid.

### 21e eeuw
In 2016 werd een bovengrondse 'fietsgevel' (fietsenstalling) opgeleverd op het plein, die plaats biedt aan 1.700 fietsen en een nieuwe entree vormt aan de achterzijde van het station.

## Fotogalerij

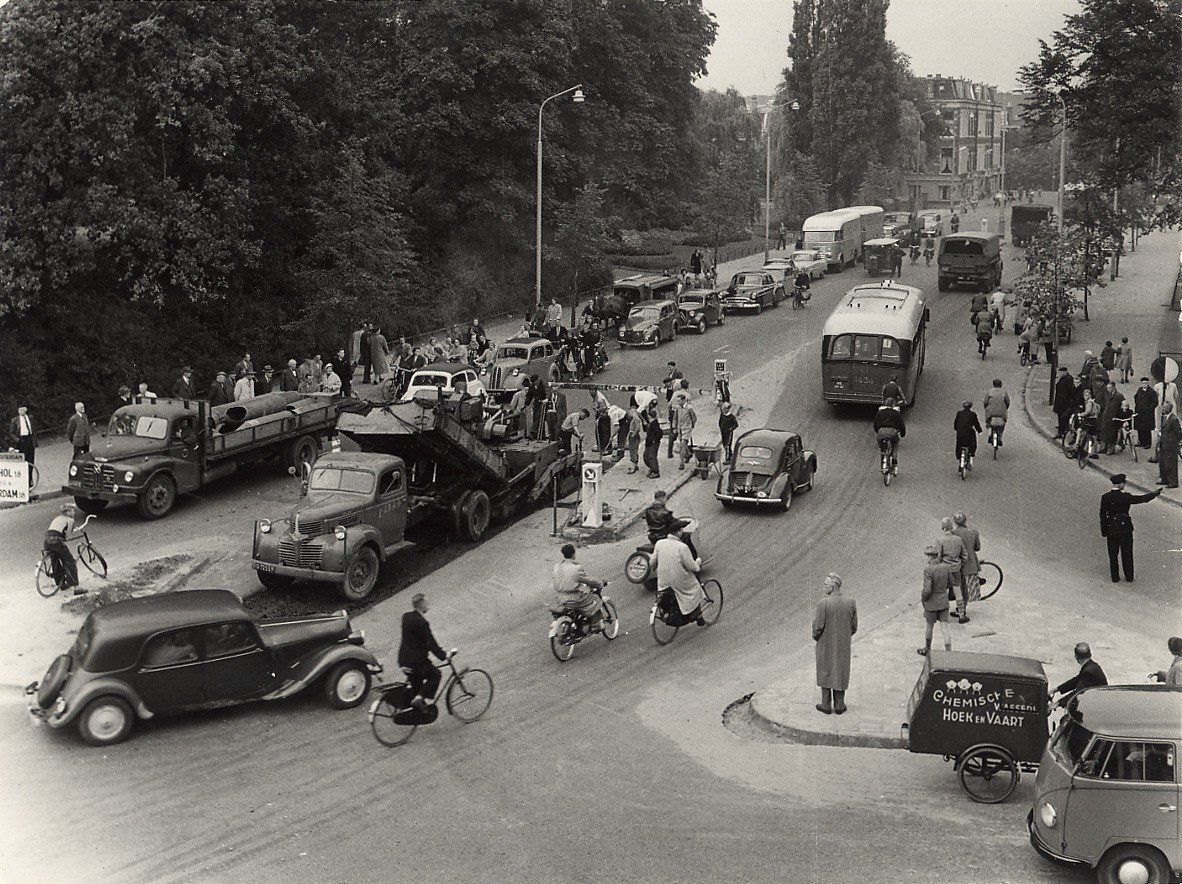
Het Kennemerplein omstreeks 1955
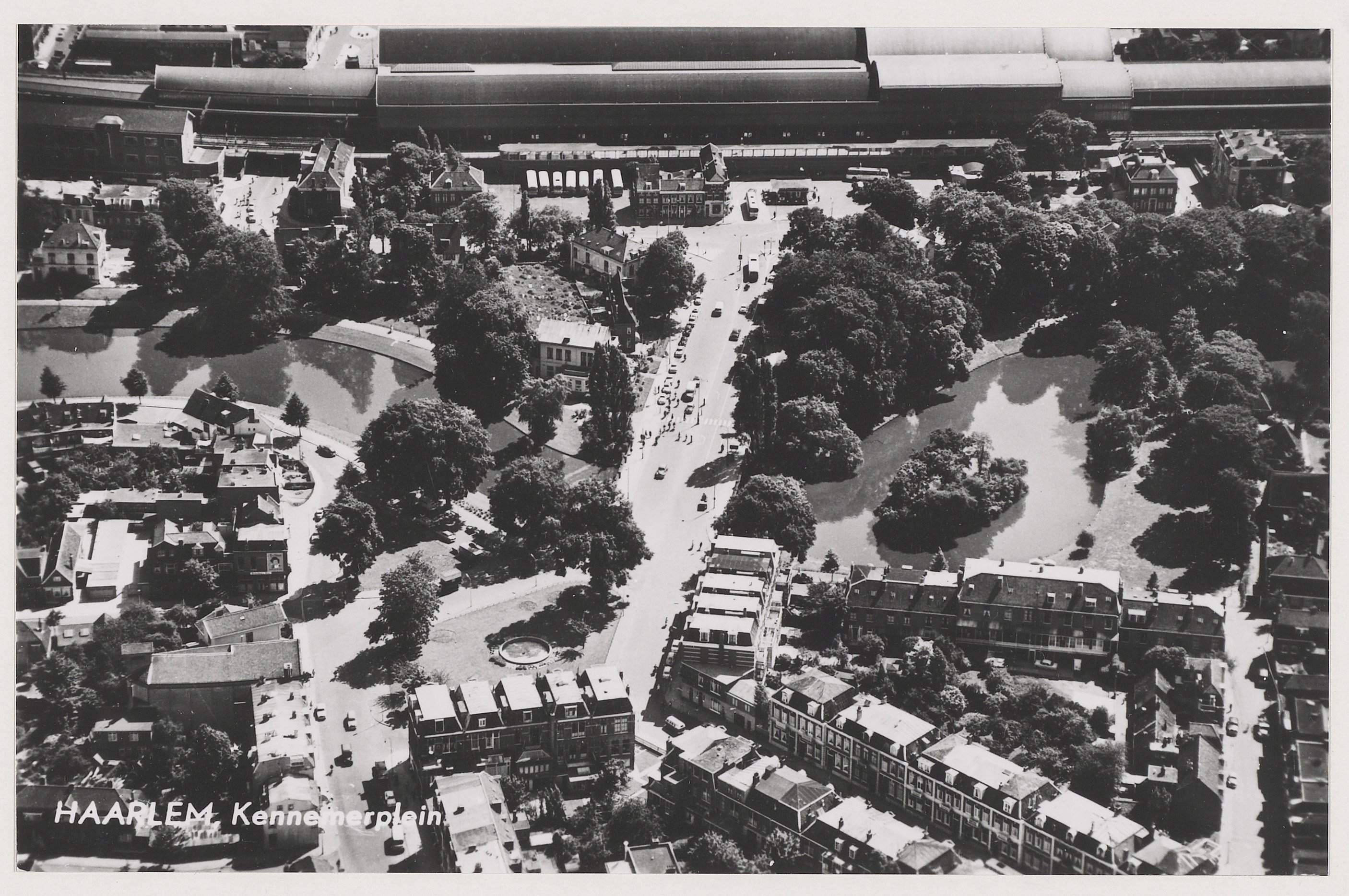
Luchtfoto van de Joodse begraafplaats achter het Kennemerplein op De Bolwerken omstreeks 1955 (linksbovenmidden)
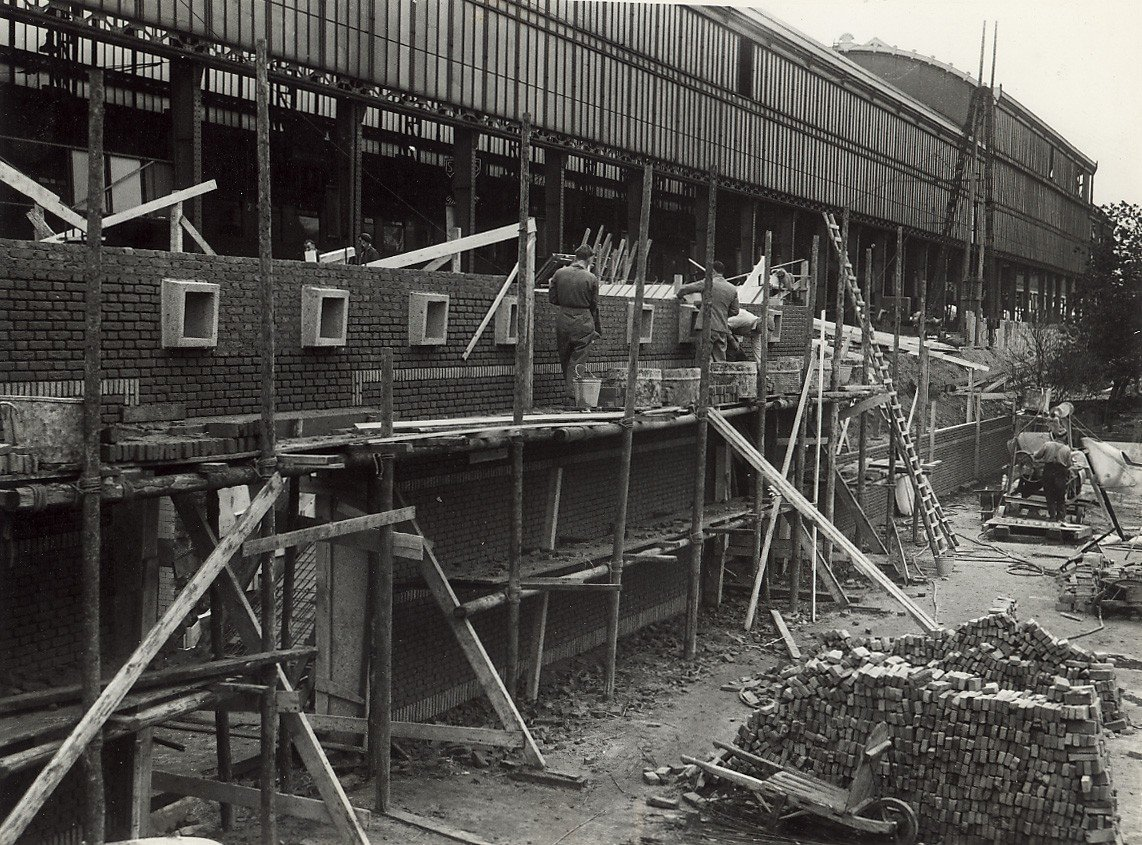
Uitbreiding van het Station aan het Kennemerplein omstreeks 1956
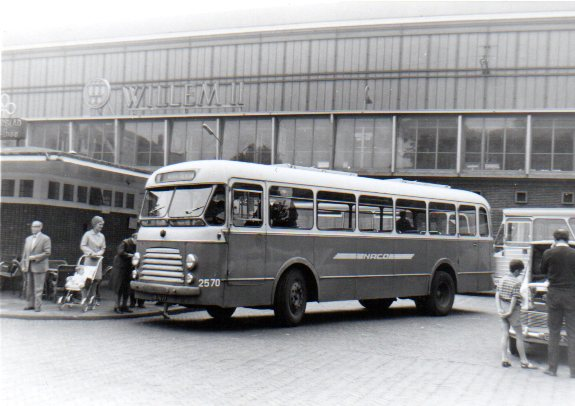
NACO-bus naar Monnickendam op het Kennemerplein in 1965, tegen de achtergrond van de beglazing van het derde perron
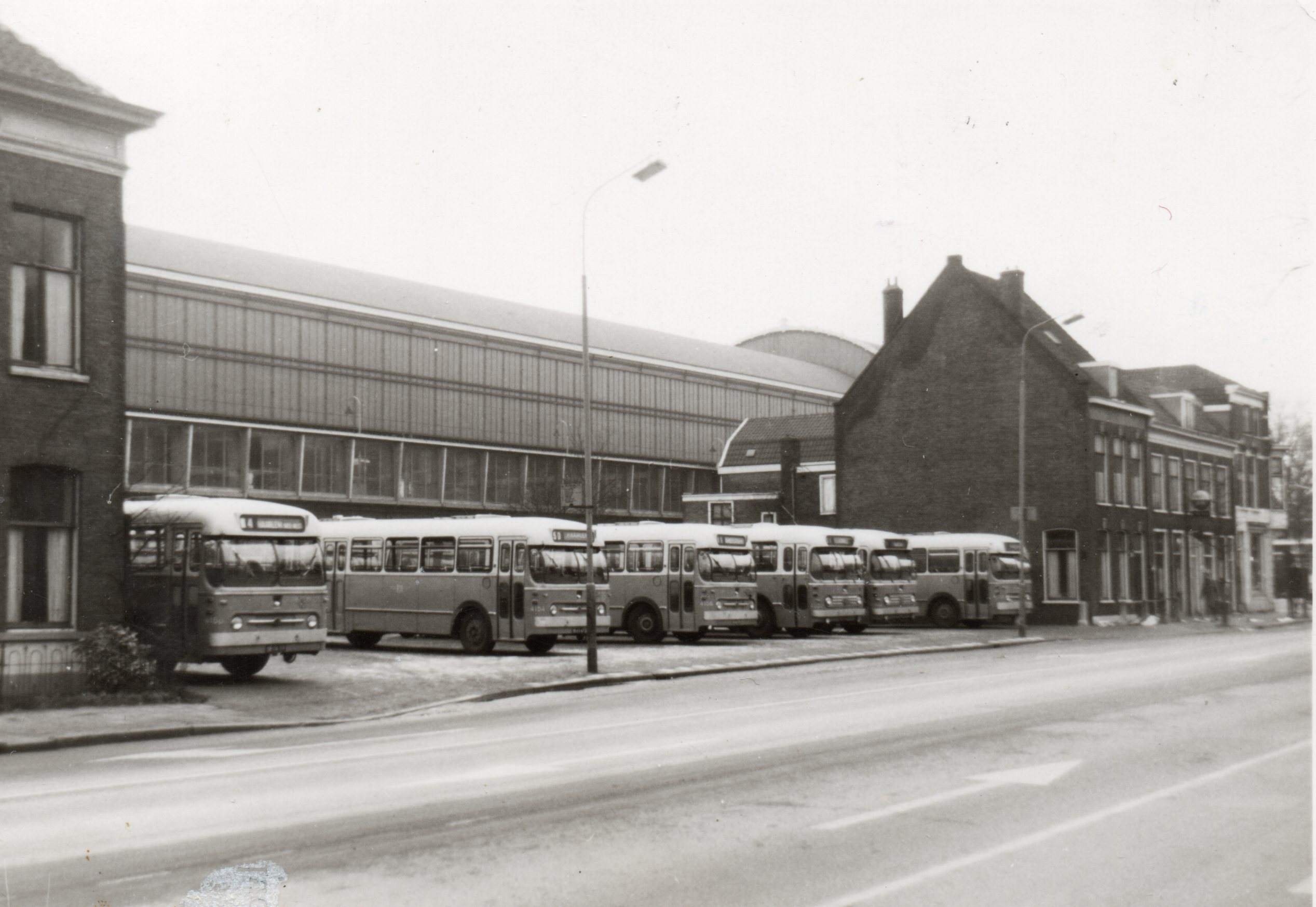
Bussen van NZH op het Kennemerplein in 1965
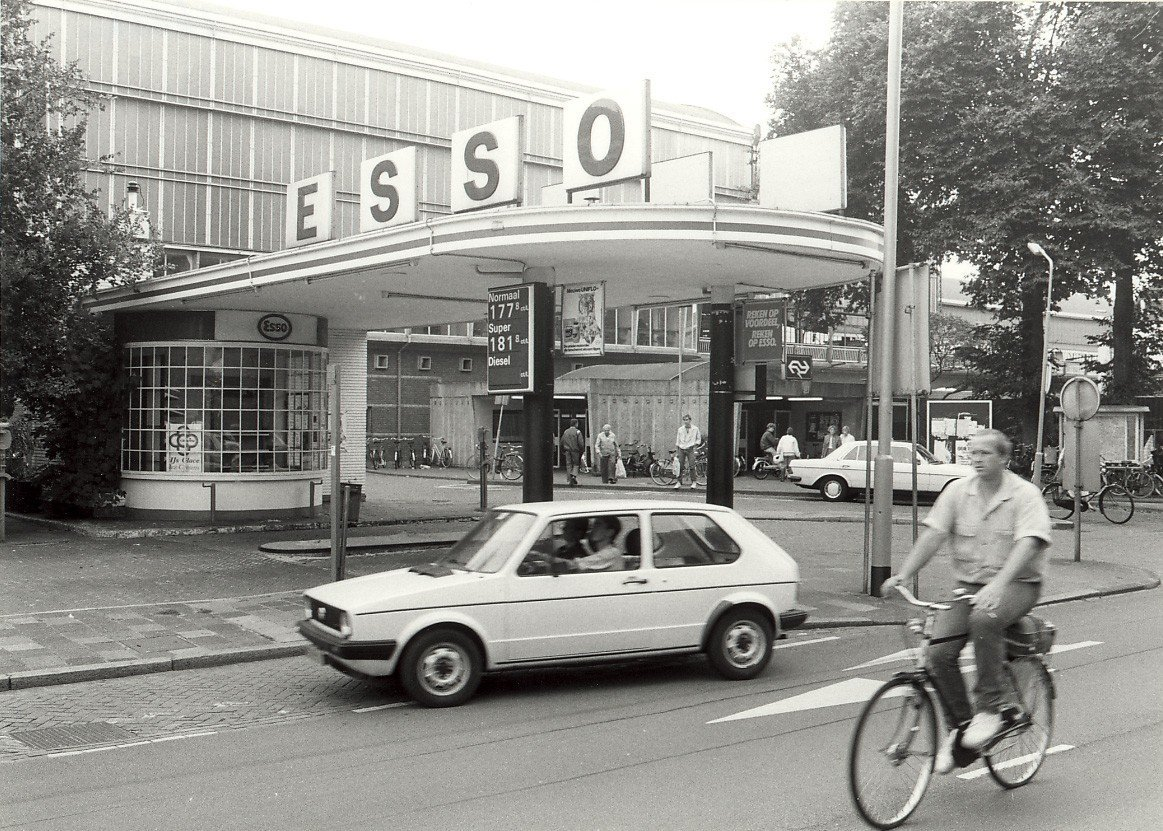
Het benzinestation van Esso vlak voor de sloop in 1984
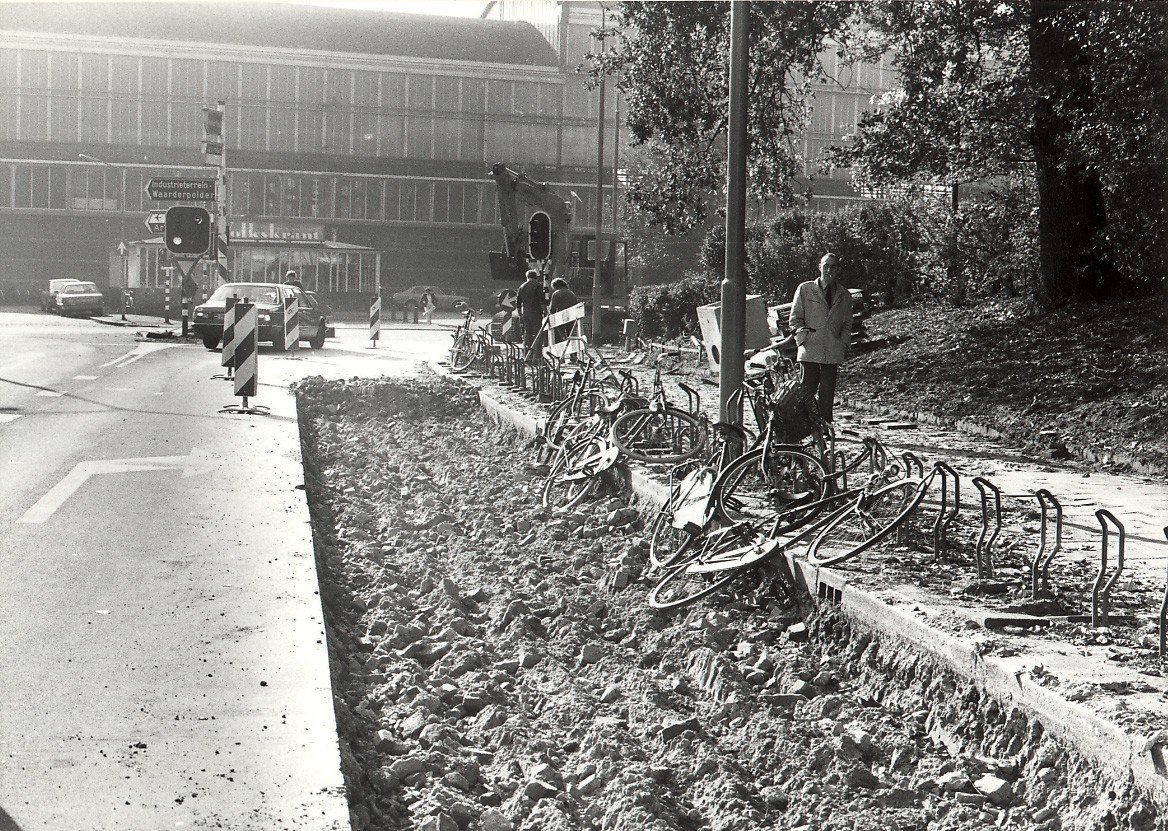
Aanleg van het fietspad vanuit Haarlem-Noord over de Kennemerbrug omstreeks 1987
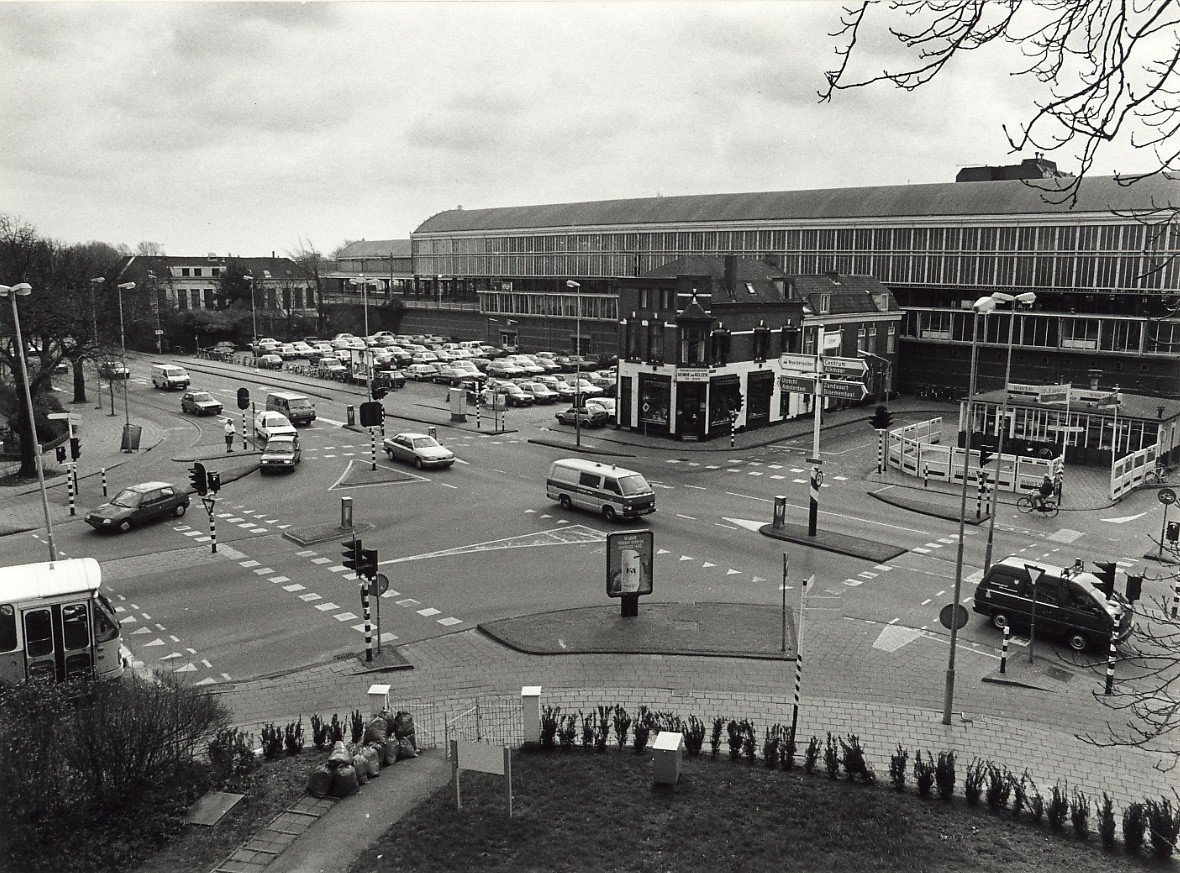
Het Kennemerplein anno 1992
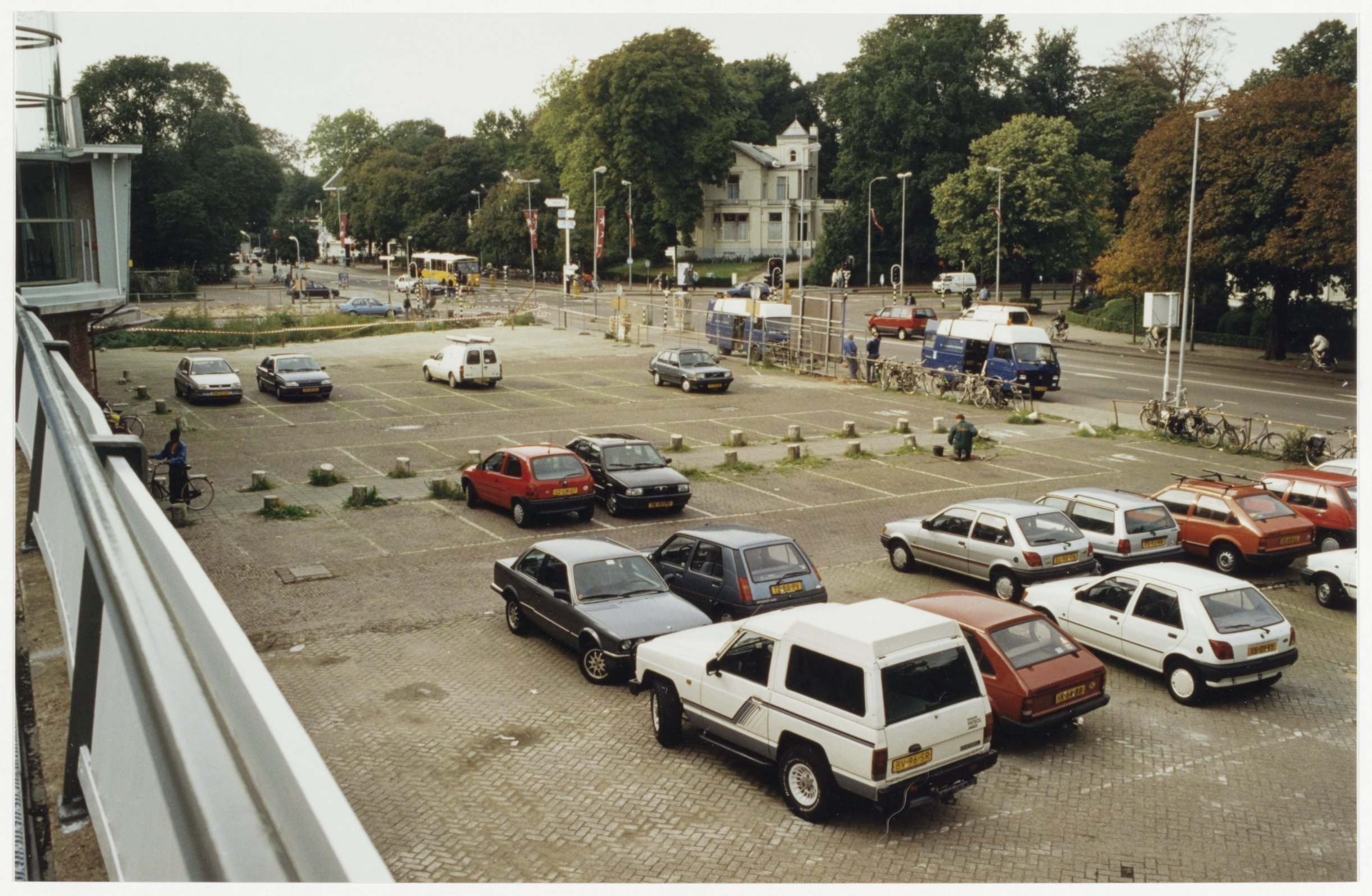
Parkeerplaats achter Station Haarlem anno 1995
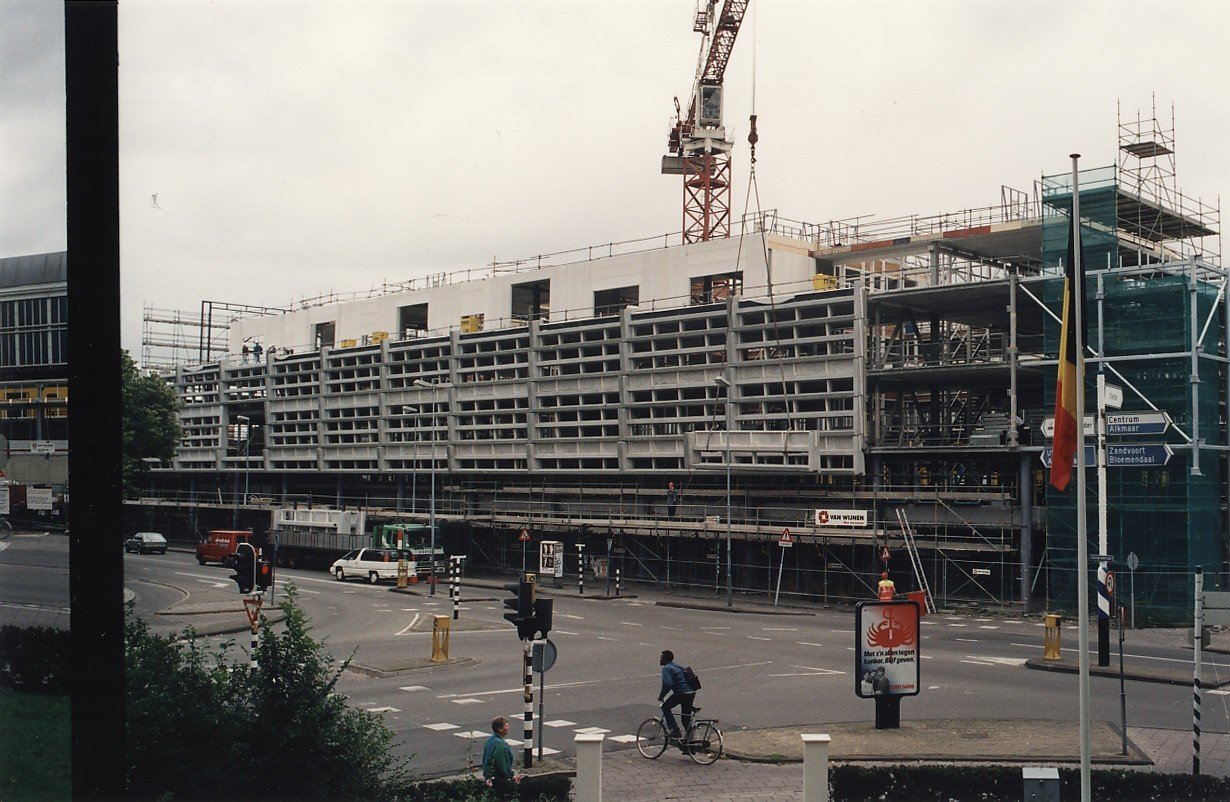
Bouw kantoren op het oostelijk deel van het Kennemerplein omstreeks 1996
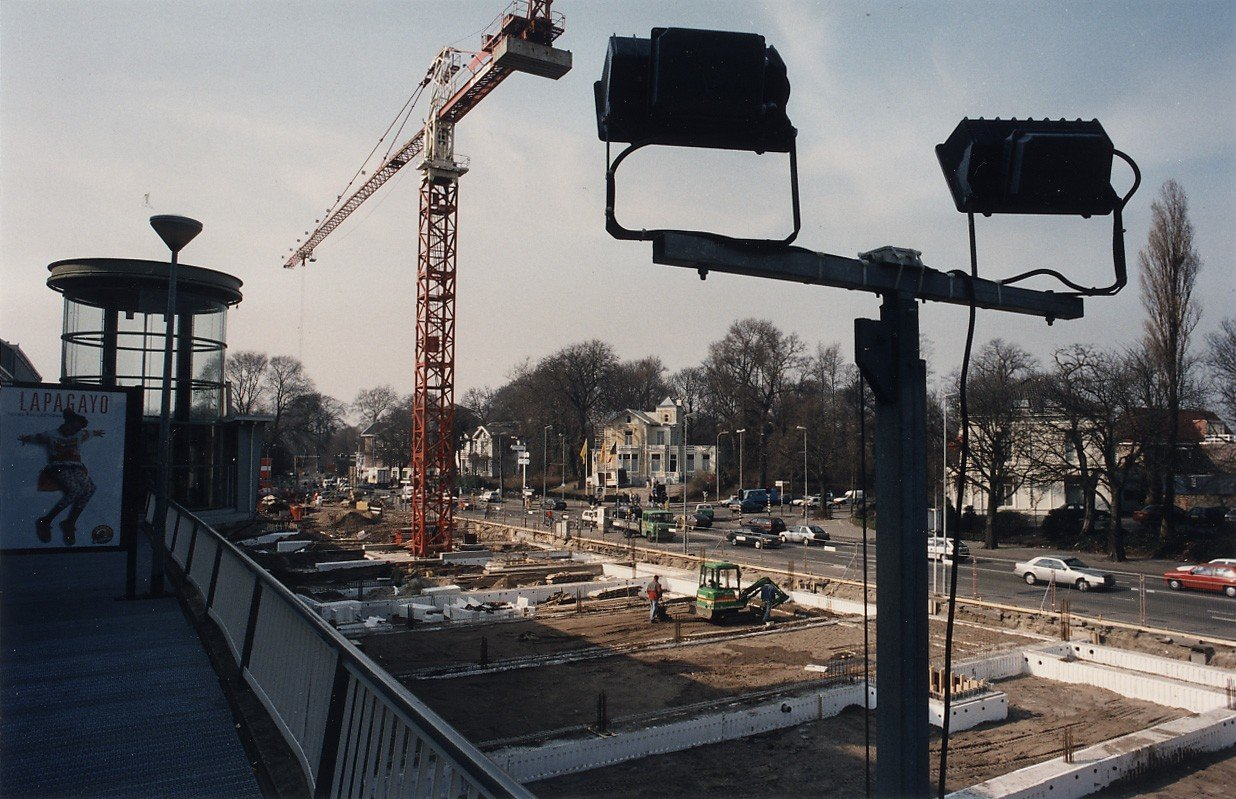
Bouw van de kantoren
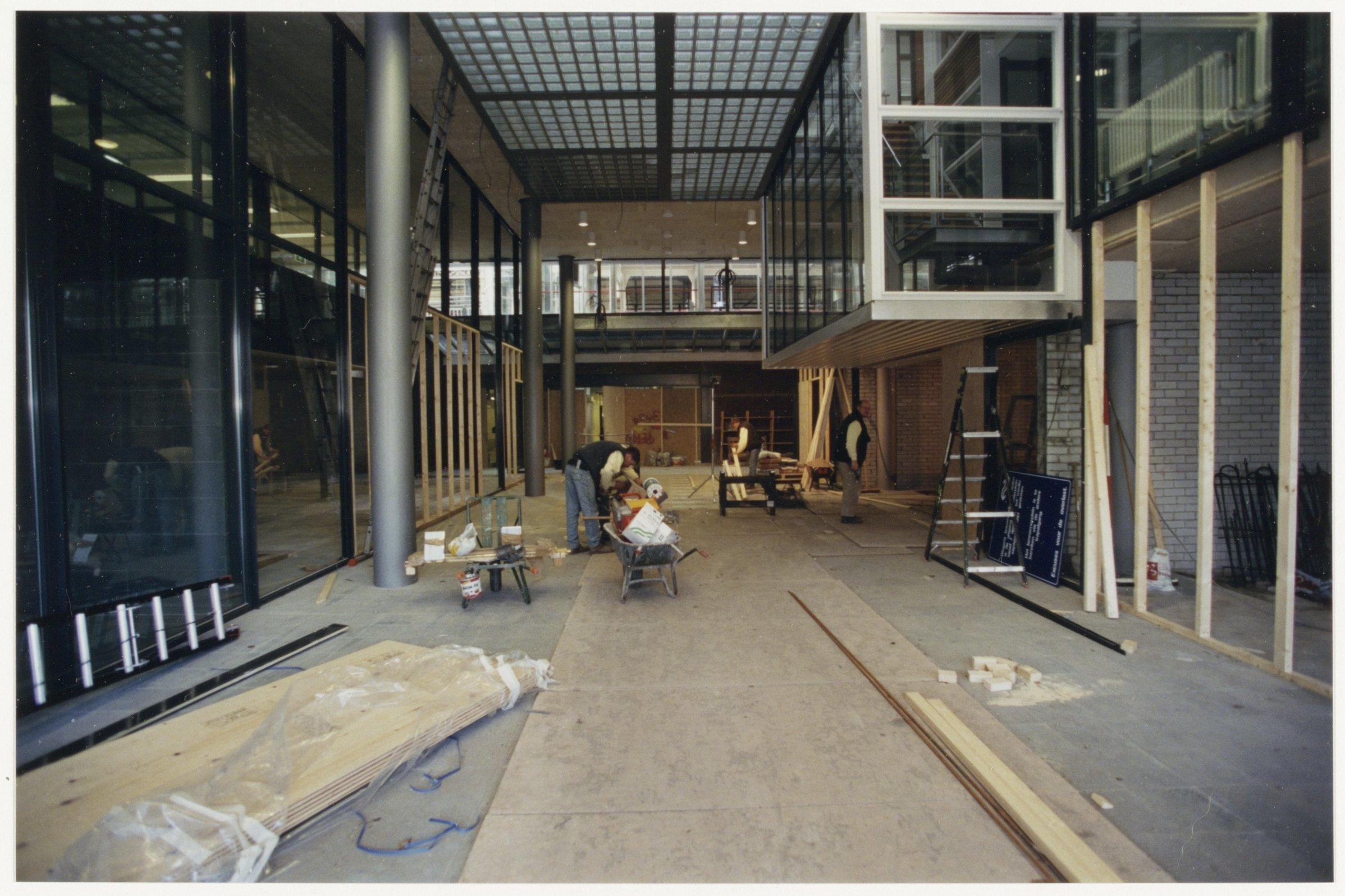
Verbouwing en uitbreiding oostelijke passage Kennemerplein
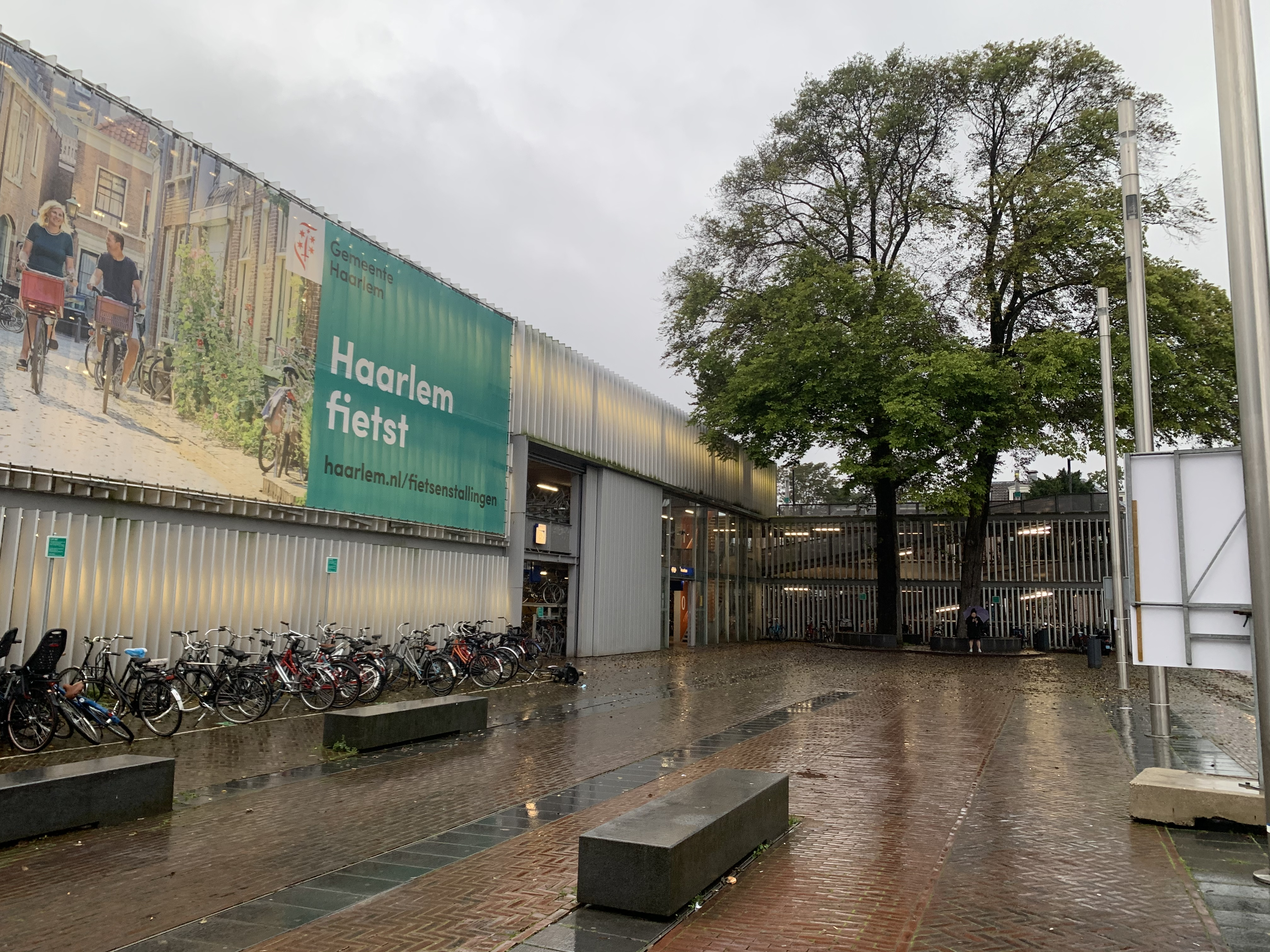
Fietsgevel